# Pipiza davidsoni
Pipiza davidsoni är en tvåvingeart som beskrevs av Charles Howard Curran 1921. Pipiza davidsoni ingår i släktet gallblomflugor, och familjen blomflugor. Inga underarter finns listade i Catalogue of Life.